# NGC 6607
NGC 6607 is een spiraalvormig sterrenstelsel in het sterrenbeeld Draak. Het hemelobject werd op 4 augustus 1883 ontdekt door de Amerikaanse astronoom Lewis A. Swift.

## Synoniemen
- MCG 10-26-23
- ZWG 301.20
- PGC 61550